# Непиталюк Аркадій Анатолійович
Непиталю́к Арка́дій Анато́лійович (нар. 27 вересня 1967, с. Лехнівка, Ярмолинецький район, Хмельницька область) — український актор, кіно- та телевізійний режисер, сценарист. Член Національної спілки кінематографістів України.

## Життєпис
Народився 27 вересня 1967 року в селі Лехнівка, Ярмолинецького району на Хмельниччині. Закінчив акторський факультет (1991, майстер Борис Ставицький) та факультет телевізійної режисури КДІТМ ім. Карпенка-Карого (1996, майстер Віктор Кісін).
Після стажування у Вищій медіа-школі в місті Гілверсум, Нідерланди (1993) та в штутгартській Академії мистецтв Shloss solitude, Німеччина (1995) працює з 1997 року режисером на телебаченні. Як режисер-постановник створював такі телевізійні програми, як «3х4. Найкумедніше домашнє відео», «Кунсткамера», «Еники-Беники», «Сімейні справи з Калінською», «Сусідські війни», «Один за всіх», «Дім на заздрість усім».
У 2016 році Аркадій Непиталюк дебютував як кінорежисер відразу двома ігровими фільмами, поставивши за власними сценаріями короткометражку «Кров'янка» та повнометражний фільм «Припутні». Стрічка «Кров'янка», яка перемогла у 7-му конкурсному відборі кінопроєктів Держкіно та була створена кінокомпанією «Пронто фільм» на умовах державного замовлення, перемогла в Національному конкурсі 46-го Київського міжнародного кінофестивалю «Молодість». У квітні 2017 року фільм було номіновано в 6-ти категоріях на здобуття національної кінопремії «Золота дзиґа», у тому числі як найкращий короткометражний ігровий фільм 2016 року.
Перший повнометражний ігровий фільм Аркадія Непиталюка «Припутні» (2017), дія якого відбувається під час православного свята, що в народі зветься Яблучним Спасом, та розповідає про долі трьох жінок — бабусі, доньки та онуки — чиї долі міцно переплетені, став одним з переможців 8-го конкурсного відбору Держкіно України на отримання державної підтримки в 2016—2017 роках.
З 2002-го Аркадій Непиталюк викладає режисуру та майстерність актора у КНУТКіТ ім. Івана Карпенка-Карого.

## Фільмографія

### Актор
- 1993 — «Сашко» (короткометражний) — Сашко
- 1998 — «Роза Парацельса» (короткометражний)
- 2006 — «Дев'ять життів Нестора Махно» — Самокиш

### Режисер
Короткометражні художні
- 2016 — «Кров'янка» (короткометражний)
- 2018 — «Int. Kitchen. Night» (короткометражний)
- 2022 — «ГКЧП» (короткометражний)

Повнометражні художні
- 2017 — «Припутні»
- 2019 — «11 дітей з Моршина»
- 2023 — «Уроки толерантності»

Серіали
- 2020 — «Вася і карантин»
- 2020 — «І будуть люди»

Сценарист
- 2022 — «ГКЧП» (у співавторстві з Людмилою Тимошенко; короткометражний)
- 2023 — «Уроки толерантності» (у співавторстві з Людмилою Тимошенко)

## Нагороди й номінації
| Київський міжнародний кінофестиваль «Молодість»                       |                                                   |                     |           |             |
| 2016                                                                  | Приз Національного конкурсу                       | Кров'янка           | Перемога  |             |
| Одеський міжнародний кінофестиваль                                    |                                                   |                     |           |             |
| 2017                                                                  | Приз за найкращий український фільм               | Припутні            | Номінація | [ 5 ]       |
| 2017                                                                  | Спеціальний диплом журі                           | Припутні            | Перемога  | [ 6 ]       |
| Міжнародний кінофестиваль про гуманітарні проблеми людства (Болгарія) |                                                   |                     |           |             |
| 2017                                                                  | Приз за найкращу режисерську роботу               | Аркадій Непиталюк   | Перемога  | [ 7 ]       |
| Міжнародний кінофестиваль у Коттбусі                                  |                                                   |                     |           |             |
| 2017                                                                  | Головний приз за найкращий короткометражний фільм | Кров'янка           | Номінація | [ 8 ] [ 9 ] |
| 2018                                                                  | Головний приз за найкращий короткометражний фільм | Int. Kitchen. Night | Номінація | [ 10 ]      |
| Національна кінопремія «Золота дзиґа»                                 |                                                   |                     |           |             |
| 2017                                                                  | Найкращий ігровий короткометражний фільм          | Кров'янка           | Перемога  |             |
| 2017                                                                  | Найкращий сценарист                               | Кров'янка           | Номінація |             |
| 2018                                                                  | Найкращий фільм                                   | Припутні            | Номінація |             |
| 2018                                                                  | Найкращий режисер                                 | Припутні            | Номінація |             |
| 2018                                                                  | Найкращий сценарист                               | Припутні            | Номінація |             |
| 2018                                                                  | Премія глядацьких симпатій                        | Припутні            | Номінація |             |
| 2019                                                                  | Премія глядацьких симпатій                        | 11 дітей з Моршина  | Номінація |             |
| 2023                                                                  | Найкращий ігровий короткометражний фільм          | ГКЧП                | Перемога  | [ 11 ]      |
| Міжнародний кінофестиваль «Корона Карпат»                             |                                                   |                     |           |             |
| 2018                                                                  | Приз за найкращу кінорежисуру                     | Припутні            | Перемога  | [ 12 ]      |

## Громадська позиція
У 2018 підтримав звернення Європейської кіноакадемії на захист ув'язненого у Росії українського режисера Олега Сенцова.